# Leo Verdura
Leo Verdura és un còmic de Rafael Ramos sobre un lleó, que reflecteix uns estereotips contradictoris als esperats en una animal tan suposadament ferotge.
Leo Verdura apareix el 1986, època en què es va popularitzar molt l'objecció de consciència, el vegetarianisme o la lluita feminista. Aquest personatge és una caricatura de tots aquests estereotips des d'un marc de comèdia. Les historietes acostumen a ser d'una o dues pàgines com molt, i tenen lloc a la selva.
Aquesta era una de les historietes més emblemàtiques aparegudes a el Pequeño País dels anys vuitanta.

## Personatges
- Leo és un lleó molt sensible, més o menys objector de consciència, a qui li fa sentir conflictes el caçar i per això s'ha fet vegetarià.
- Katya, la dona de Leo i mare del bessons Stanley i Livingstone. Sempre està reganyant a Leo per no portar carn a casa.
- Raad, és un lleopard, al qual Leo li comenta el que li va passant.
- Stanley y Livingstone, els fills de Leo. Molt desperts i imaginatius a l'hora d'inventar-se coses. A Leo se la juguen però a Latya no.
- Bebé Gorila, una cria de goril·la de la que tenen cura Leo i Katya.

## Toms recopilatoris
- Leo Verdura (El País / Altea) (1990)
- ¡Éste es mi León! (Estudios Leo) (1993)
- Una fiera anda suelta (Estudios Leo) (1995)

## Animació
- Leo Natura (2000).